# Sejma-Toerbino
Het Sejma-Toerbino-fenomeen (Russisch: Сейминско-турбинский феномен, Sejminsko-Toerbinski fenomen, vernoemd naar vondsten bij Sejma, nabij Nizjni Novgorod, op de linkeroever van de Oka, en Toerbino in de Kraj Perm) is een term in de archeologie die de abrupte veranderingen in de materiële cultuur van de bossteppe-zone van Eurazië van de eerste helft van het 2e millennium v.Chr. beschrijft.
Het refereert aan een aantal archeologische opgravingen uit de 15e eeuw voor Christus, gevonden in het noordelijke gedeelte van Eurazië, van Finland tot Mongolië. De opgravingen getuigen van soldaten en metaalwerkers. Ze reisden voornamelijk met tweewielige strijdwagens of per paard.
Het verschijnsel omvat karakteristieke metalen producten, gevonden in een groot aantal opgravingen in de steppezone van Eurazië, die zich uitstrekt van Finland tot Mongolië. De Sejma-Toerbinovondsten liggen verspreid over het zuidelijk deel van de taiga van West-Siberië en Oost-Europa, ten noorden van de Abasjevo- en Sintasjta-Petrovkaculturen. De vormen van de werktuigen en wapens, beenderplaat pantsers, en jade sieraden waren voorheen onbekend in de meeste culturen van Noord-Eurazië. Vrijwel alle grote Sejma-Toerbino-vindplaatsen bevinden zich nabij grote waterwegen en vaak aan de monden van de grote rivieren. Echte nederzettingen zijn nog niet gevonden. In het oosten zijn speerpunten met Sejma-Toerbino-vormen tot in Noord-China gevonden, bijvoorbeeld in de provincie Shanxi. Ook ziet men invloed op de ontwikkeling van de Qijiacultuur.
Recentelijk is het metaalwerk in verband gebracht met de Eloenino- en Krotovocultuur uit het Altaj-gebied. De dragers waren nomadische krijgers die brons bewerkten, paard reden en tweewielige strijdwagens gebruikten. Het verschijnsel ontstond blijkbaar uit de synthese van twee componenten: de 'Altaj'-stammen (steppe en uitlopers van de Altaj) van metaalbewerkers en landbouwers, en de 'taiga'-stammen van nomadische jagers en vissers die het gebied bewoonden van de Jenisej tot het Baikalmeer, en die geassocieerd worden met een rijke cultuur van stenen en benen werktuigen en sieraden van jade.
Het Sejma-Toerbinocomplex was niet sterk genoeg om de plaatselijke ontwikkelde Bronstijdculturen te overheersen, zoals in Centraal-Azië gebeurde.
De term 'Sejma-Toerbinocultuur' wordt tegenwoordig als verouderd beschouwd, omdat de Sejma-Toerbinobronzen gelijktijdig in een groot gebied met zeer verschillende archeologische culturen verschijnen, en vrij snel verdween, terwijl de plaatselijke culturen bleven voortbestaan.
Er zijn opvallende punten van verwantschap tussen de Sejma-Toerbino en de latere Karasoek-metallurgie. De tijdsafstand van drie of zelfs vier eeuwen tussen de Sejma-Toerbino en Karasoekcultuur zijn echter nog moeilijk te verklaren.